# Dours
Dours település Franciaországban, Hautes-Pyrénées megyében. Lakosainak száma 219 fő (2022. január 1.). Dours Tostat, Aurensan, Castéra-Lou, Chis, Escondeaux, Lescurry, Louit, Orleix, Sabalos és Soréac községekkel határos.

## Népesség
A település népességének változása:
| Lakosok száma | 228  | 230  | 223  | 219  | 217  | 214  | 212  | 219  |
|               | 2013 | 2015 | 2017 | 2018 | 2019 | 2020 | 2021 | 2022 |